# 罗伯特·科尔曼·理查森
罗伯特·科尔曼·理查森（英語：Robert Coleman Richardson，1937年6月26日—2013年2月19日），生於华盛顿特区，美国物理学家，1996年获诺贝尔物理学奖。